# Wysoki Bajraky
Wysoki Bajraky (ukr. Високі Байраки) – wieś na Ukrainie, w obwodzie kirowohradzkim, w rejonie kropywnyckim, w hromadzie Wełyka Sewerynka. W 2001 liczyła 905 mieszkańców, spośród których 867 wskazało jako ojczysty język ukraiński, 28 rosyjski, 2 białoruski, a 8 romski.

## Urodzeni
- Siergiej Danilenko-Karin